# Szőnyi Benjámin
Szőnyi Benjámin (Alsónémedi, 1717. december 10. – Hódmezővásárhely, 1794. szeptember 14.) református lelkész.

## Pályája
Szőnyi Kovács Gergely fia. Tanulmányait Monoron, Tasson, Kecskeméten és 1730-tól a debreceni kollégiumban végezte, ahol 1734. áprilisban lépett a felső osztályba. 1742-ben Hódmezővásárhelyen papnak választották. 1743. szeptembertől két évig az odera-frankfurti, majd a leideni, végül az utrechti egyetemen hallgatott teológiát. 1745. szeptemberben érkezett vissza Hódmezővásárhelyre, ahol azután közel fél évszázadon át volt lelkész. A békési egyházmegyének 1758-ban tanácsbírája, 1774-ben esperese lett, részt vett a budai zsinaton. Idős kora miatt lelkészi állásából, 1792-ben pedig az esperesiről is nyugalomba küldték.
Verses imádságait, vallásos elmélkedéseit gyűjteményekbe foglalva adta ki. Terjedelmes énekeskönyve, a Szentek hegedűje (Kolozsvár, 1762) a nyilvános istentisztelet céljaira készült. Az a cél vezette, hogy az élet és az egyház minél több alkalmára és minél többféle ember számára kínáljon éneket: gyereknek, felnőttnek, nemes- és mesterembereknek, paraszt- és cselédes gazdának, válóban lévő asszonynak éppúgy írt éneket, mint a hét napjaira, az évszakokra, az ünnepekre.

## Munkái
- Imádságok imádsága. Pozsony, 1753. (Több kiadása van.)
- Kegyesség napszáma. Pozsony, 1753. (Az előbbivel együtt)
- Szentek hegedűje. (Énekek) Sz. B. H. M. V. P. által Kolozsvár, 1762. (Igen sok kiadást megért énekeskönyv; 1784-ben már tizedik kiadása jelent meg és közben egyre újabb énekekkel bővült; még 1869-ben is kiadták Debrecenben)
- Gyermekek physikája. Rollin Károly [Charles Rollin] után franciából ford. Pozsony, 1866.
- Istennek trombitája. Buda, 1790.
- Magyar halleluja vagy hálaadó ének, melly által a magyar országi augusta és helvetica confession lévő protestánsok buzgó hálaadással vallások szabad gyakorlásának megerősíttetését, melly először lett az 1780. azután az 1790. esztendőben, ország gyűlésekben meg-köszönik, az istennek, a királynak, a státusoknak és főrendeknek. Pozsony és Pest, 1791.
- Az ujtestamentomi énekek éneke. Pozsony, 1792.

Kéziratban maradtak többek közt történelmi munkái.